# Agrupación Asturiana de Cosecheros de Manzano de Sidra
Agruapación Asturiana de Cosecheros de Manzano de Sidra (AACOMASI) es una cooperativa que une a cosecheros de manzano de sidra del Principado de Asturias.
Hasta el año 2000 AACOMASI se limitó a fomentar el asociacionismo agrario y a ejercer de interlocutor de los productores de manzano de sidra asturianos, pero desde ese año en adelante ha aumentado sus funciones:
- Prestación de servicios de campo
- Asesoramiento técnico
- Suministro de productos
- Comercialización de las cosechas
- Atrias de manzanos
- Formación e información
- Implantación de nuevas tecnologías
- Defensa de los intereses de los socios y del sector
- Apoyo a la investigación y planes I+D